# Saqueig de Pollença (1550)
El saqueig de Pollença, conegut a Pollença com a Dia de la Desgràcia, fou un atac portat a terme per corsaris otomans, capitanejats per l'almirall Dragut, el 31 de maig de 1550 (la vespra del diumenge de Trinitat), essent rei Carles I i virrei Gaspar de Marrades. Tot i que els corsaris aconseguiren saquejar la vila i capturar nombrosos pollencins, finalment foren rebutjats i es recuperà bona part del botí, però hi hagué un centenar de captius.
Els fets són commemorats cada any a les festes patronals de Pollença, celebrades el dia de la Mare de Déu dels Àngels, el 2 d'agost, particularment conegudes pel simulacre històric de Moros i Cristians que recrea els fets de manera festiva.

## Antecedents
La monarquia Hispànica havia culminat la conquesta de la Península Ibèrica amb la Conquesta de Granada el 1492, que havia continuat la seva expansió al sud conquerint Massalquevir, Orà, Bugia i Trípoli. Aquesta expansió col·lidí amb l'Imperi Otomà, que també havia dirigit els seus interessos en la Barbaria, i el 1516 havia capturat Alger. L'Imperi Otomà estengué la pràctica del cors per la Mediterrània Occidental amb la intenció d'atacar els punts claus per la navegació de la Mar Balear en la seva guerra contra la Monarquia Hispànica, però també per aterrir la població i imposar la sensació que eren els senyors de la Mediterrània.
A mitjan segle xvi, la mar Mediterrània havia esdevengut un centre de lluita entre els dos grans sobirans del moment: Carles V i Solimà el Magnífic. El 1547, tots dos havien signat una treva en què s'havien de suspendre totes les expedicions i atacs durant cinc anys. Malgrat les intencions, el compliment del pacte va ser solament parcial, i l'expedició de Dragut de 1550 va suposar una clara ruptura de la treva.

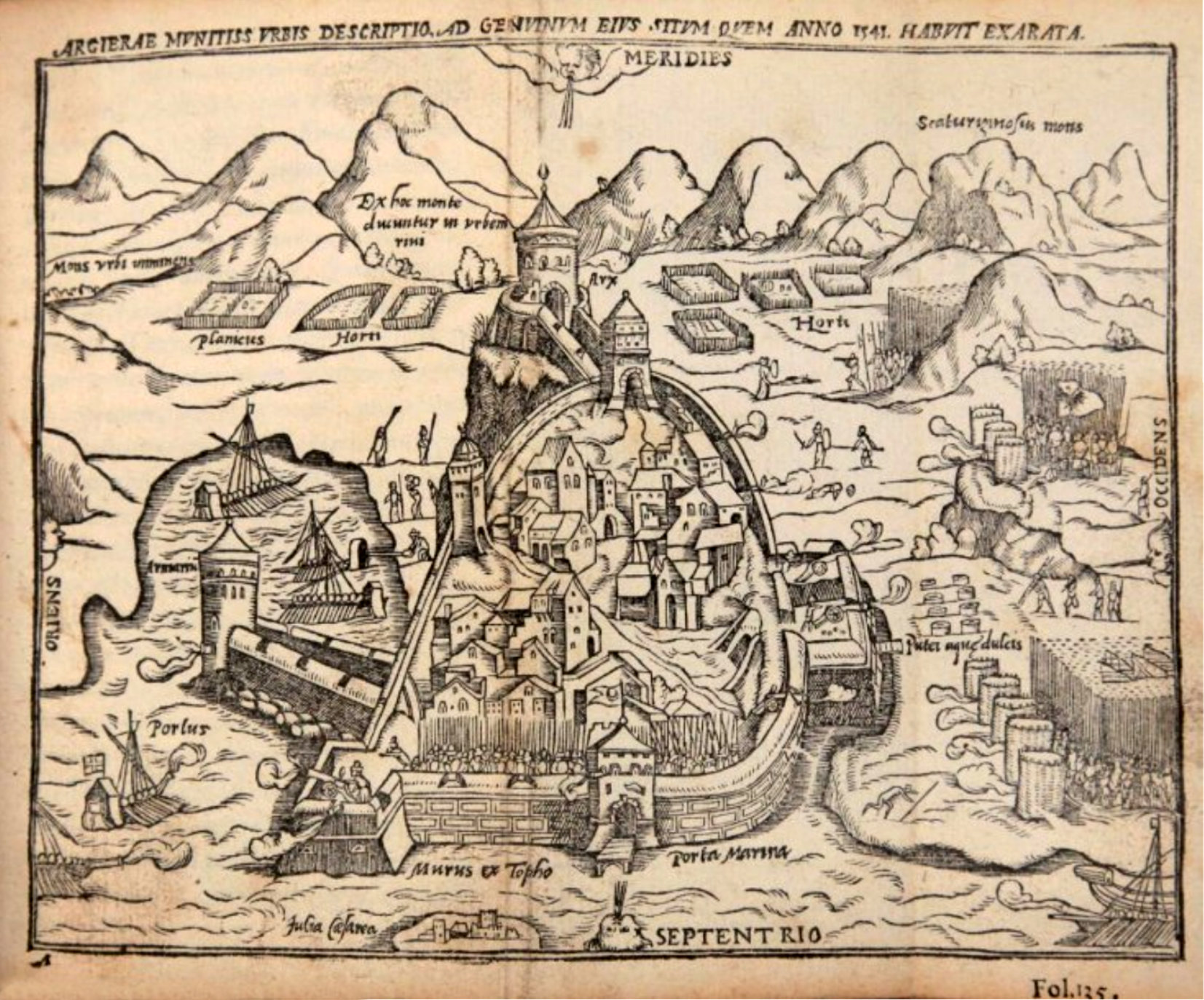
El setge d'Alger de 1541, que no aconseguí capturar la ciutat

El 1531, Pollença ja havia rebut un atac de corsaris otomans que havien desembarcat a Cala Sant Vicenç i, tot i que havien estat rebutjats satisfactòriament pels pollencins, el temor dels atacs pirates s'anava fent més present, en part gràcies a les notícies d'altres saquejos a viles mallorquines com Andratx (1519), Santanyí (1531 i Sóller (1542).

### La campanya de Dragut
L'hivern de 1550, Dragut el passà a l'illa de Gerba, domini de l'imperi otomà, i durant el mes de gener capturà les ciutats de Mahdia, Sussa i Monastir, territori dels hàfsides. Romangué a Mahdia durant uns mesos i, a l'abril, salpà cap a Alger, on va ser rebut pel bei amb tots els honors. A Alger, anuncià per tota la ciutat la proclama de trencar la treva amb Carles V, i així reclutà 300 voluntaris més per la seva empresa. A continuació, s'embarcà cap a Cherchell i, finalment, fins a Orà per reclutar més voluntaris per anar en cors.
L'11 de maig, els 26 vaixells de Dragut salparen cap a la Península. La primera població que saquejaren fou Benalmádena, a prop de Màlaga, i el 20 de maig l'estol va ser vist a prop de Gata. Frustrat l'atac a Cartagena per la captura dels espies dels corsaris, el 24 de maig saquegen Sant Joan d'Alacant, amb la vila buida atès que els habitants havien estat avisats i havien fugit. L'esquadra es refugià a Altea i l'endemà saquejà Cullera amb gran violència i crueltat. La notícia arribà ràpidament a València i a Barcelona, però no a Mallorca, atès que els corsaris interceptaren els missatgers rumb a les Illes. El 28 de maig desembarcaren a l'illa d'Eivissa, on capturaren vuit o nou eivissencs, i prepararen el pròxim assalt a Mallorca. Els eivissencs trameteren al virrei de Mallorca la notícia de les intencions dels corsaris de saquejar les costes mallorquines.

## La ràtzia

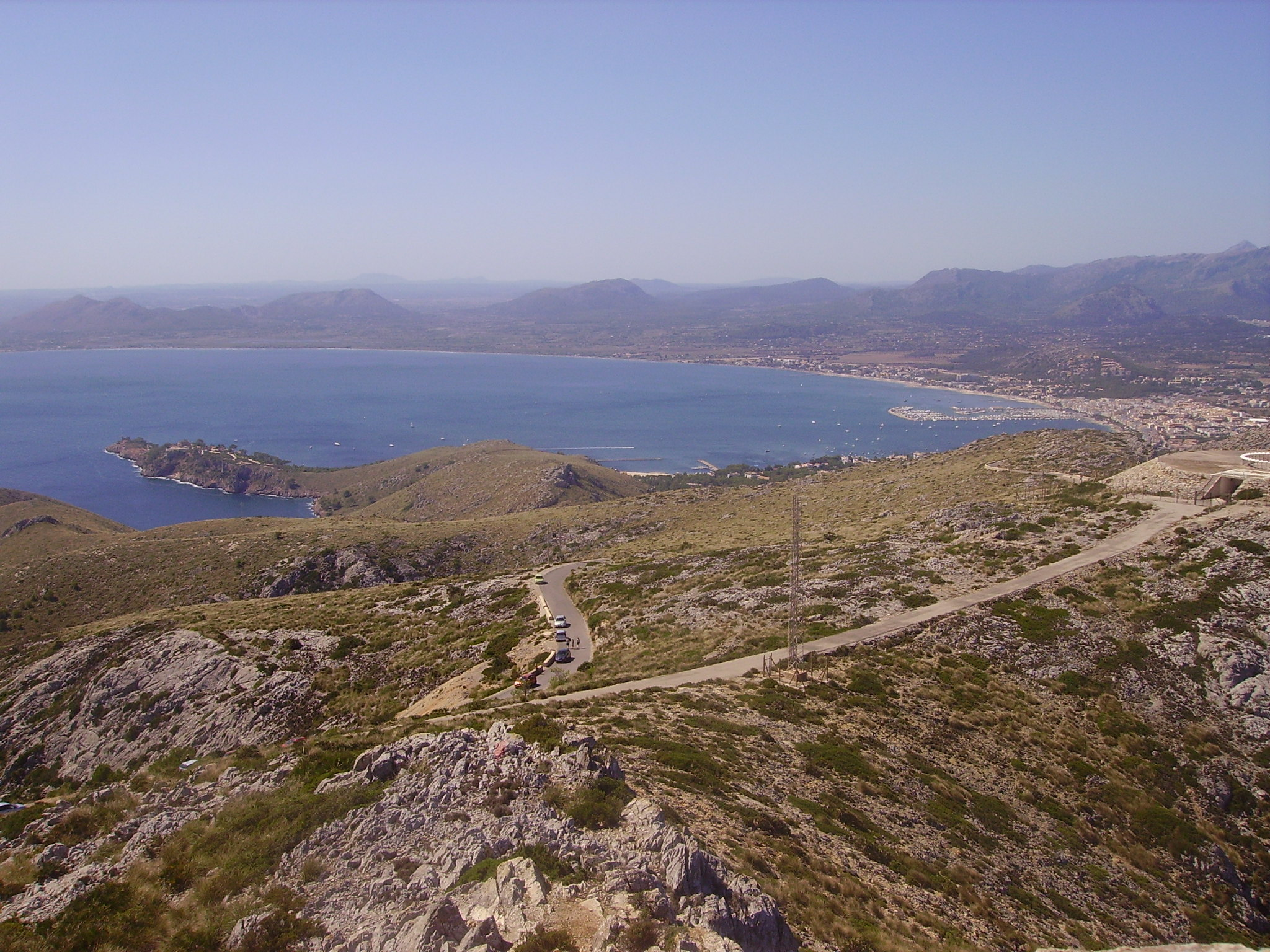
La badia de Pollença vista de dalt la Talaia d'Albercuix; a la dreta, el Port; a l'esquerra, la Punta d'Albercuix, que arrecera el Caló, on desembarcaren els moros.

La matinada del 31 de maig, quan el poble encara dormia, arribaren 27 vaixells corsaris a la badia de Pollença i desembarcaren 1.500 homes al Caló. Tot i que al llarg de la costa hi havia diversos llocs de vigilància, aquell dia no hi havia cap guarda al seu lloc, ni l'alcaid del Castell del Rei, Pere Ferrandell, ni tampoc el capità Pere Desbrull, que, tot i l'avís per possible atac, aquell dia era a la ciutat. Els corsaris comptaven amb l'ajuda de diversos renegats mallorquins, i particularment amb la de Bartomeu Bisanyes, que era natural de Pollença i coneixia el terreny.
Els corsaris s'organitzaren en tres grups de 500 homes que acordaren trobar-se a la creu d'en Metge: un grup anà pel Calvari, un altre pel Pou Nou i l'altre tot dret cap a la vila. Però el grup que havia anat pel Pou Nou, quan passaren per la creu d'en Llobera, cregueren que era el punt de trobada, i s'aturaren a esperar els altres. Mentrestant, els pollencins ja havien estat avisats de l'arribada dels pirates, però a la vila hi havia molt pocs homes d'armes perquè la major part eren a fora vila per segar. Els pocs que hi havia sortiren, amb la mateixa roba de dormir, a fer front al grup de mil corsaris que es dirigien cap al poble.
Més tard, el tercer grup aprofità la situació, entrà a la vila i la començà a saquejar. Fou llavors que, segons els historiadors de l'època, sortí un petit grup de pollencins, capitanejats per Joan Mas, que s'enfrontà als corsaris i els va fer recular. Arribaren a l'església de Sant Jordi, on els moros tenien el botí i els captius, i lluitaren per alliberar els captius i recobrar el botí. Posteriorment, es trobaren amb el primer grup de pollencins que havia sortit a combatre els moros, al qual s'havia afegit un contingent de reforços de les viles veïnes (Campanet, Inca i Selva), i els corsaris decidiren de tornar als vaixells i reembarcar.

## Conseqüències

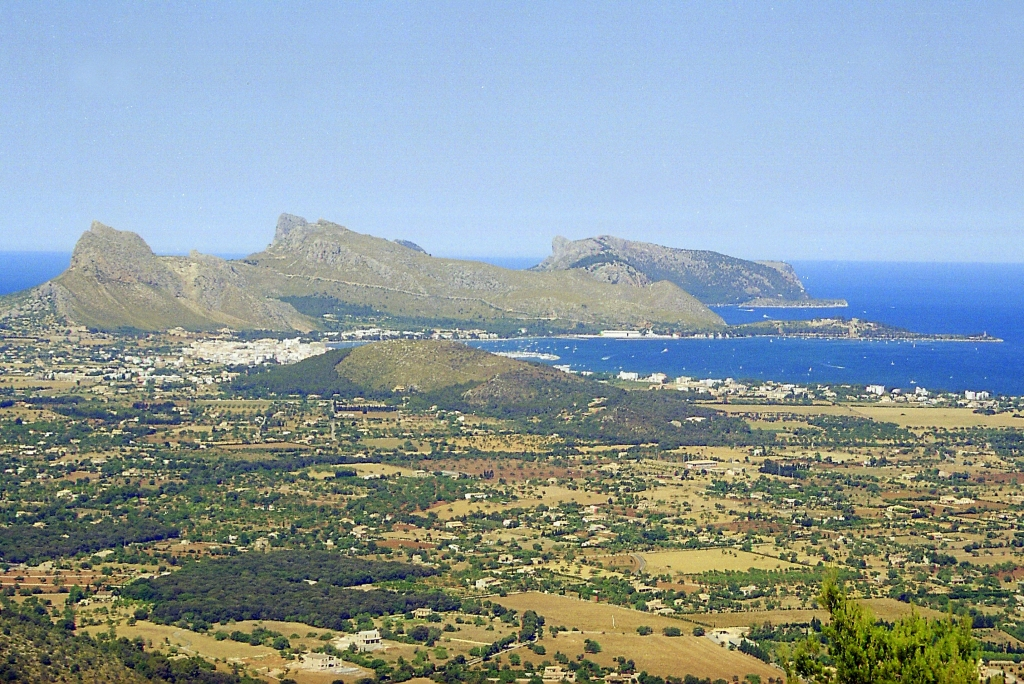
Vistes del Puig de Maria cap al Port de Pollença

L'armada de Dragut es dirigí a l'illa de Cabrera, on dia 1r de juny descansaren arrecerats al port i capturaren els pocs membres de la guarnició. Després d'uns dies de descans, salparen de bell nou cap a Sardenya, i no se'n tornà a saber res fins al 10 de juliol, moment en què assaltaren la petita vila de Barenys, al terme de Salou, la qual desapareixeria com a conseqüència de l'atac.
El balanç de la ràtzia fou d'uns 50 pollencins morts i 132 capturats, mentre que dels corsaris en moriren uns 40. Pel que fa al botí, sembla que els pollencins aconseguiren recuperar bona part d'allò que els moros havien saquejat en un primer moment. Els captius foren venuts al mercat del nord d'Àfrica, mentre que, dels que romangueren a la vila, molts requeriren l'atenció de metges i cirurgians, entre els quals n'hi havia venguts de fora el poble.
Immediatament després dels fets es dugué a terme un judici per aclarir responsabilitats. La conclusió de la investigació va ser que la responsabilitat de la desgràcia requeia damunt els guardes i el capità d'armes, Pere Desbrull, que negligiren els seus deures i deixaren venuda la defensa. En el judici es jutjaren nou persones: el capità i vuit vigilants. Desbrull fou condemnat a sis anys de desterrament, mentre que els vigilants varen córrer diversa sort: quatre varen ser sentenciats a tres anys de galeres, i els altres quatre varen ser absolts.
A més, es va reconsiderar i reestructurar la vigilància de la costa: es nomenà un nou capità d'armes es construïren cinc barraques en punts estratègics de vigilància i es comprà plom, pólvora, metxa i altres municions. Posteriorment, el sistema de barraques, emprat arreu del litoral mallorquí, també es reconsiderà a escala insular, a causa dels múltiples atacs que patiren també moltes altres viles de Mallorca, i se substituí per un sistema de torres i talaies; a Pollença es construí (1595) la talaia d'Albercuix, que es comunicava amb la talaia d'Alcúdia, a més de la torre de Cala Sant Vicenç (1571), per defensar Cala Sant Vicenç, i anys més tard (1622) la Fortalesa de l'Avançada, que defensava el Port.